# TV Patrol
TV Patrol – główny program informacyjny filipińskiej ABS-CBN. Program miał swoją premierę 2 marca 1987 roku. Jest emitowany od poniedziałku do piątku o 18:30 oraz w soboty i soboty o 17:30.

## Prowadzący

### Aktualny
W dni powszednie
- Noli de Castro (1987–2001, 2010–2021, od 2023)
- Karen Davila (2004–2010, od 2021)
- Bernadette Sembrano (2005–2011, od 2015)
- Henry Omaga-Diaz (2001–2003, 2004–2006, od 2020)

W weekendy
- Alvin Elchico (od 2011)
- Zen Hernandez (od 2016)

### Dawny
W dni powszednie
- Robert Arevalo (1987)
- Mel Tiangco (1987–1995)
- Frankie Evangelista (1987–1996)
- Korina Sanchez (1995–1996; 2001–2004; 2010–2015)
- Gilbert Remulla (1995–1996)
- Aljo Bendijo (2001–2003)
- Julius Babao (2003–2010)
- Ted Failon (2004–2021)

W weekendy
- Ces Oreña-Drilon (2004–2005)
- Alex Santos (2006–2011)
- Pinky Webb (2011–2015)